# Kazimír I. Těšínský

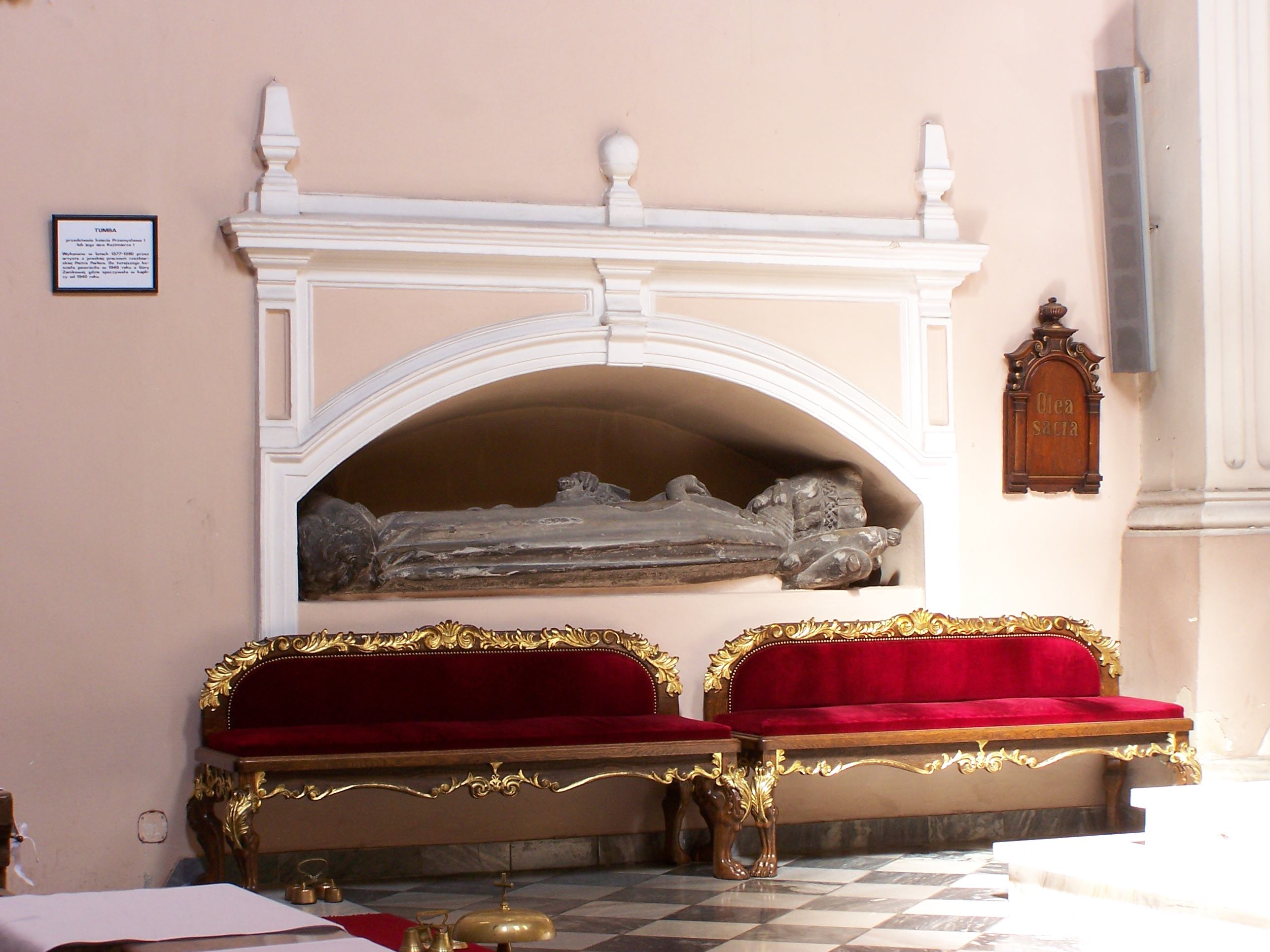
Tumba Kazimíra či jeho syna Přemysla (kostel sv. Máří Magdalény v Těšíně)

Kazimír I. Těšínský (polsky Kazimierz I cieszyński) (narozen mezi lety 1280/1290, zemřel 1358) – kníže těšínský z dynastie Piastovců, ze samostatné těšínské větve.

## Život a vláda
Kazimír I. je druhý (podle věku) synem Měška I. Těšínského a neznámé kněžny. Po otci získal v roce 1315 severozápadní část knížectví, se stolcem v Těšíně. čímž bylo ustáleno Těšínské knížectví. Jeho bratr Vladislav I. získal Osvětimské knížectví.
Kazimír byl v počátku své vlády v dobrý vztazích s knížetem Vladislavem I. Lokýtkem, který byl od roku 1320 polským králem. Tyto vztahy byly přerušen v letech 1321–1324, kdy bylo Těšínské knížectví několikrát napadeno Lokýtkovými spojenci (litevská vojska krále Gediminase). Na rozdíl od svého staršího bratra Vladislava I. se odvrátil od krakovského knížete Vladislava I. Lokýtka, a spojil se s českým králem Janem Lucemburským, kterému 18. února 1327 složil v Opavě lenní hold. Tento krok mu již v tom samém roce přinesl profit a výhody, byl mu slíben dědický nárok na Osvětimské knížectví a to v okamžiku, kdy by tato linie Piastovců vymřela. Na základě diplomu z 23. února 1327 Kazimír I. získal záruku dědičného nároku na Těšínské knížectví pro své potomky, a současně plnou vnitřní suverenitu z hlediska vlády v knížectví. Od toho roku byl Těšín silně spojen s Českým královstvím, což mělo velký dopad na dění v budoucích časech (Spor o Těšínsko v roce 1918–1919). Polský král, Kazimír III. Veliký, uznal tento dokument v roce 1348.
Kazimír I. usiloval o zajištění celistvosti knížectví. Jako svého dědice ustanovil jednoho ze svých pěti synů. Čtyři syny zasvětil kariéře v církvi. Postaral se o rozšíření knížectví, když v roce 1337 získal od bytomských knížat Seveřské knížectví. Cena za toto knížectví byla 720 hřiven, spolu s městy Seveř (polsky Siewierz) a Čeladia (polsky Czeladzia). Od břežského knížete si vzal zástavu oblast Namyslova (polsky okręg namysłowski), což mělo být věno pro dceru Annu.
Angažoval se rovněž ve sporu o dědictví po kozielsko-bytomských knížatech, díky čemu v roce 1355 získal polovinu Knížectví kozielsko-bytomského. To však bylo součásti vdovského nároku, kdy po dobu dvou let měla práva ke knížectví Markéta ze Šternberka († 1365), vdova po Boleslavu Kozelsko-Bytomském (1332–1354/1355), dcera Jaroslav ze Šternberka a Hoštejna a Markéty z Bíliny. V knížectví získal polovinu, a to vč. polovin z měst Bytom, Gliwice, Toszek a Pyskowice.
Nepovedlo se mu získal Ratibořské knížectví, když v roce 1336 vymřel tento rod Piastovců Leškem Ratibořským (polsky Leszek raciborski). Knížectví získal Jan Lucemburský, bylo v držení Mikuláše II. Opavského, vnuka Přemysla Otakara II.
Šel ve šlépějích svého otce, rozvíjel města, přestavěl těšínský zámek, v roce 1320 zavedl v Bílsku právo po německém vzoru.
Upevnil si svou mocenskou pozici, když provdal své dcery Annu a Anežku za dolnoslezské (vratislavská) knížata, Anna si vzala Václava I. Lehnického a Anežka Konráda II. Olešnického.

## Manželství
Manželkou Kazimíra I. byla Eufemie Mazovská († 1374). V manželství se narodilo devět dětí (řazeno dle data narození):
- Anna (1324–1367), manželka Václava I. Lehnického
- Vladislav (1325/1331–1355), dvorní soudce Karla IV.
- Jolana Helena (1331–1403), řádová sestra klaristka
- Boleslav (1331/1332–1356), kaplan českého krále Karla IV.
- Přemysl I. Nošák (1332/1336–1410), diplomat ve službách Karla IV.
- Anežka (1338/1340–1371), manželka Konráda II. Olešnického
- Jan (1339/1340–1359), klerik
- Siemovít (1340–1391), johanita (Maltézský řád)
- Alžběta (datum narození, úmrtí není známo), řádová sestra cisterciánka

## Smrt
Zemřel roce 1358 (existuje hypotéza, že žil ještě v roce 1360). Byl pohřben v dominikánském klášteře v Těšíně, ze kterého se dochoval kostel sv. Máří Magdalény, kde je také jeho knížecí náhrobek.